# Phil Murphy
Phil Murphy (Needham, 16 de agosto de 1957) é um empresário e político dos Estados Unidos filiado ao Partido Democrata. Já atuou como embaixador dos Estados Unidos na Alemanha e hoje é governador do estado americano de Nova Jérsei.